# El Tepozteco
El Tepozteco est un site archéologique mexicain situé dans l'État de Morelos, dans la municipalité de Tepoztlán, à environ  2 km au nord du centre de la ville, à plus de 2 000 m au-dessus du niveau de la mer et à 600 m au-dessus de la vallée de Tepoztlán.
Des recherches archéologiques menées sous la direction de Giselle Canto sur 20 sites de la municipalité de Tepoztlán, dont El Tepozteco, ont permis de mettre au jour des restes de céramique, de squelettes humains et d'habitations dont la datation a été évaluée entre 1500 et 1200 av. J.-C.. Ces découvertes n'ont pas encore permis d'identifier les groupes culturels auxquels appartenaient les premiers résidents de la zone avant que ne s'y installent des Xochimilcas.